# Cantone di Meulan-en-Yvelines
Il Cantone di Meulan-en-Yvelines era una divisione amministrativa dell'arrondissement di Mantes-la-Jolie.
È stato soppresso a seguito della riforma complessiva dei cantoni del 2014, che è entrata in vigore con le elezioni dipartimentali del 2015.
Comprendeva i comuni di:
- Chapet
- Évecquemont
- Gaillon-sur-Montcient
- Hardricourt
- Meulan-en-Yvelines
- Mézy-sur-Seine
- Les Mureaux
- Tessancourt-sur-Aubette
- Vaux-sur-Seine